# Eridolius pictus
Eridolius pictus är en stekelart som först beskrevs av Johann Ludwig Christian Gravenhorst 1829.
Eridolius pictus ingår i släktet Eridolius och familjen brokparasitsteklar. Arten är reproducerande i Sverige. Inga underarter finns listade i Catalogue of Life.